# Pokrajina Brescia
Pokrajina Brescia (v italijanskem izvirniku Provincia di Brescia [provìnča di brèša]) je ena od dvanajstih pokrajin, ki sestavljajo italijansko deželo Lombardija. Meji na severu s pokrajino Sondrio, na vzhodu z deželama Benečija in Trentinsko - Zgornje Poadižje, na jugu s pokrajinama Mantova in Cremona ter na zahodu s pokrajino Bergamo.

## Večje občine
Glavno mesto je Brescia, ostale večje občine so (podatki 31.12.2007):
| Mesto                | Prebivalcev |
| -------------------- | ----------- |
| Brescia              | 192.164     |
| Desenzano del Garda  | 25.646      |
| Lumezzane            | 24.049      |
| Montichiari          | 20.557      |
| Palazzolo sull'Oglio | 18.864      |
| Chiari               | 18.046      |
| Ghedi                | 16.785      |
| Rovato               | 14.354      |

## Naravne zanimivosti
Dolina Val Trompia, ki leži v središču pokrajine, je bila že od nekdaj znana po rudnikih železa in starodavnih železarnah. Vzporedno z njimi se je razvila tudi fina železarska obrt, ki je pripomogla k slovesu mečev in sabelj iz teh krajev, v šestnajstem stoletju tudi najlažjih puškinih cevi. Prav ti rudniki in z njimi povezana izdelava orožja so pripomogli k srednjeveškemu pomenu mesta Brescia, pa tudi k poznejšemu razvoju njegove metalurške in strojne industrije. Danes so rudniki zaprti in delno opremljeni kot muzej. Tudi o bogati industrijski dejavnosti, ki je bila z njimi povezana, je na razpolago več muzejev in zgodovinskih spomenikov.
V pokrajini sta zaščiteni področji
- Krajinski park Alto Garda Bresciano (Parco Alto Garda Bresciano)
- Krajinski park Adamello (Parco dell'Adamello).

## Zgodovinske zanimivosti
V treh letih od Campoformijskega sporazuma (1797) do priključitve Napoleonovi italijanski republiki (1802) je ozemlje nihalo med samostojnostjo in pripadnostjo Francozom. Zanimivo je, da je prav v tej dobi politične negotovosti Brescia razvila moderno zdravstveno organizacijo, ki je bila pozneje zgled raznim italijanskim mestom. Že leta 1797 sta bili na primer ustanovljeni v okviru mestne bolnišnice dve sekciji (moška in ženska) umobolnice, kar je bilo za tiste čase izredna novost, saj se umsko prizadeti niso smatrali za ozdravljive bolnike.